# ريتا تشيكويلو
ريتا تشيكويلو (مواليد 6 مارس 1988) هي لاعبة كرة قدم نيجيرية محترفة تلعب في مركز الهجوم والوسط لنادي الرياض في الدوري السعودي الممتاز للسيدات، ولمنتخب نيجيريا الوطني للسيدات. سبق لها اللعب في أندية سويدية مثل أوميا إي كيه وكريستيانستاد، ولاحقًا مع أندية إسبانية مثل مدريد سي إف إف وليفانتي لاس بلاناس.

## المسيرة مع الأندية
من عام 2006 إلى 2009، لعبت تشيكويلو في فنلندا لصالح نادي إف سي يونايتد بيتارساري، وكانت هدافة الدوري الفنلندي للسيدات (نايستن لييغا) عام 2009 برصيد 22 هدفًا.
قضت تشيكويلو سبعة مواسم مع أوميا إي كيه من 2010 إلى 2016، ثم انتقلت إلى نادي كريستيانستاد بعقد لمدة عامين بعد هبوط أوميا من الدوري الممتاز. لاحقًا، انتقلت إلى مدريد سي إف إف ثم ليفانتي لاس بلاناس في إسبانيا. وفي أغسطس 2023، وقعت مع نادي الشباب السعودي.

## المسيرة الدولية
شاركت تشيكويلو في كأس العالم تحت 20 سنة من 2004 إلى 2008، وظهرت لأول مرة مع المنتخب الأول في كأس العالم للسيدات 2007. كما كانت ضمن الفريق الأولمبي النيجيري في دورة الألعاب الأولمبية الصيفية 2008 في الصين، وشاركت في كأس العالم للسيدات 2011.

## الإنجازات
- بطولة أفريقيا للسيدات:
  - البطل: 2016، 2018

## روابط خارجية
```
ريتا تشيكويلو
 – سجل منافسات 
الفيفا
```

- FIFA.com – مقال عن ريتا تشيكويلو
- صورة لريتا مع فريق إف نسخة محفوظة 31 مارس 2009 على موقع واي باك مشين.